# Эйзенлор, Август (египтолог)
Август Эйзенлор (6 октября 1832, Мангейм — 24 февраля 1902, Гейдельберг) — германский египтолог, профессор Гейдельбергского университета.

## Биография
До 1853 года изучал в университетах Гейдельберга и Геттингена богословие и естественные науки; получил докторскую степень в области химии, некоторое время работал в компании, производившей химическую продукцию. Случайно решил изучать китайский язык, а затем переключился на изучение египтологии. В 1869 году в Гейдельбергском университете защитил габилитационную диссертацию по египтологии. В том же году отправился в свою первую научную командировку в Египет, в который пробыл год, по приезде туда занялся в Александрии купленным тогда для Британского музея знаменитым папирусом Harris, а по возвращении — математическим папирусом Rhind, закончив работу над ним в 1877 году. В 1872 году стал экстраординарным[что?] профессором египтологии Гейдельбергского университета, в 1885 году — почётным профессором этого учреждения.
Его сведения по точным наукам оказались весьма полезны для толкования Риндского папируса, важного памятника египетской науки; его издание (Лейпциг, 1877, в 2 томах; 2-е издание — 1891) стало фактически основой для начала изучения древнеегипетской математики. В 1886 году его сведения, редкие для ориенталиста, пригодились и для ассириологии: он написал работу о древневавилонском плане поля («Altbabyl. Felderplan aus Tello mit allen Längen und Flächenmassen»). Примерно в то же время совместно с Ревилло он предпринял издание «Corpus papyrorum Aegypti». Ему же принадлежит обработка 2-й части путеводителя Бедекера по Египту.